# Френсіс Роґалло

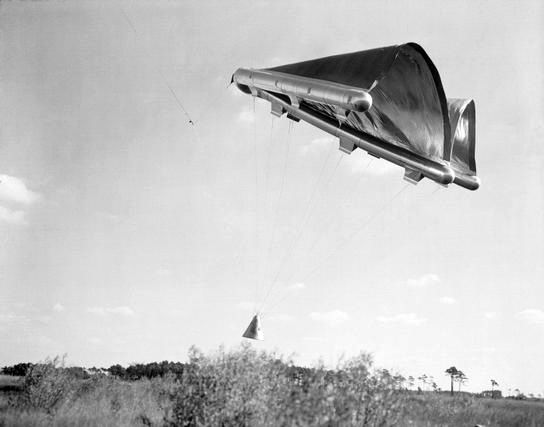

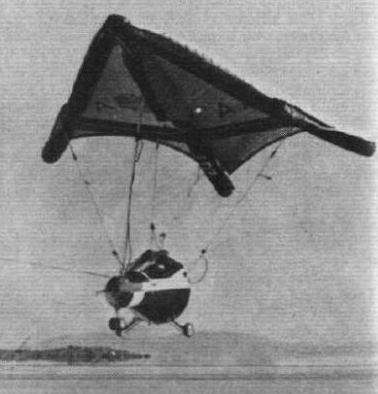
Крило Роґалло в експерименті NASA

Френсіс Мелвін Роґалло (англ. Francis Melvin Rogallo; 27 січня 1912, Сенжер, Каліфорнія, США — 1 вересня 2009, Кітті-Гок, Північна Кароліна, США) — американський авіаційний інженер і винахідник.
Співавтор винаходу гнучкого крила, відомого як крило Роґалло. Крило є базовим елементом сучасного дельтаплана.

## Біографія
Походив з родини польських емігрантів у США.
В 1936 році почав працювати в групі випробувань в аеродинамічній трубі в науковому центрі. В середині 1940-х разом зі своєю дружиною Гертрудою займався дослідженням властивостей повітряних зміїв. У 1951 році отримав патент на винахід — «крило Роґалло» з крилом трикутної форми. Згодом переміг в конкурсі NASA на кращий засіб приземлення космічних апаратів. Роґалло взяв у ньому участь і переміг. Його крило мало хороші аеродинамічні характеристики, проте через ненадійну роботу системи розкриття перевага була віддана звичайному парашуту.